# بابلو أورتيغا
بابلو أورتيغا (بالإسبانية: Pablo Ortega) هو لاعب كرة قدم أرجنتيني، ولد في 29 أغسطس 1994 في فيلا دولوريس في الأرجنتين. لعب مع Tlaxcala F.C. ‏.

## وصلات خارجية
- بابلو أورتيغا على موقع قاعدة بيانات كرة القدم.إي يو (الإنجليزية)
- بابلو أورتيغا على موقع Soccerway.com (الإنجليزية)